# Punta del Llóbrec
El Punta del Llóbrec és una muntanya de 377 metres que es troba al municipi de Paüls, a la comarca catalana del Baix Ebre.